# 菅原功一
菅原 功一（すがわら こういち、1944年6月24日 -  ）は、日本の政治家（旭川市議、北海道議会議員、旭川市長）。また、ばんえい競馬を運営する北海道市営競馬組合の管理者も務めた。

## 経歴
北海道旭川市出身。北海道旭川商業高等学校卒。
旭川市議、北海道議会議員（自由民主党所属、当選2回）を経て1994年11月に実施された旭川市長選挙で初当選した。1998年には再選を、2002年には3選を果たしている。
主な功績に、旭山動物園の再生計画の推進（新施設建設）などがあるが、2002年に実施された旭川市長選挙では対立候補の元道議・東国幹に227票差まで詰め寄られる接戦となり、選挙後当時の助役が公職選挙法違反で逮捕されたり、金銭の貸借問題など数多くの疑惑を抱え、2004年にはリコール運動が起こった。
2006年には4選へ向けては出馬せず、引退を表明した。後継者として、元北海道議（自民党）の加藤礼一（自民推薦、公明支持）を擁立したが、民主党推薦の西川将人に敗れた。事実上、1978年から28年間続いた市政の与党が自民党から民主党へ転換することとなった（ただし1999年以降、民主は自民系会派と相乗りの形で菅原与党に与していたため、厳密に言えば転換とは言えない）。
旭川市長退任の直前に旭川空港を運営する旭川空港ビル株式会社（旭川市の第三セクター）の社長に就任、以後9年間に渡り社長を務めていたが、2015年6月の定時株主総会で退任した。
2023年11月3日、秋の叙勲で旭日中綬章を受章。